# Єйл (міфологія)

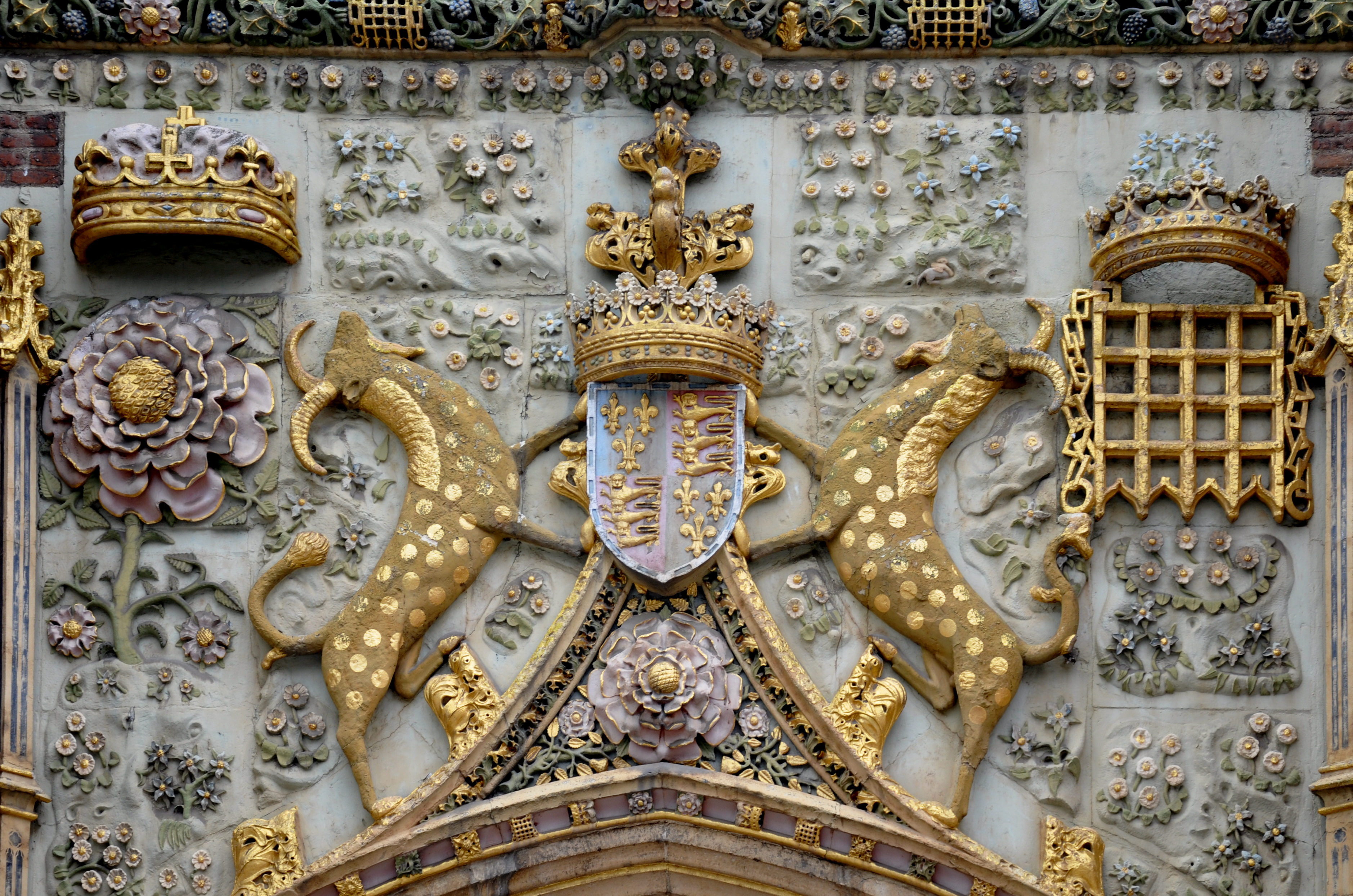
Ейли служать як підтримуючі елементи над воротами собору у Кембріджі

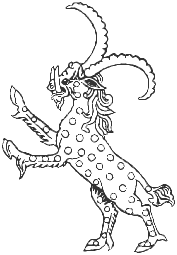
Геральдичний образ Єйля.

Єйл (також Еал, Центикор) — міфічна істота в європейській міфології. Являє собою схожу на антилопу або козла чотириногу тварину з великими рогами, якими він може повертати врізнобіч.
Єйл міг з'явитися з опису індійського буйвола, який може виставляти свої роги вперед для захисту. Назва, можливо, походить від єврейського «йаел», що означає «гірський козел».
Єйл вперше згадується у Плінія Старшого в «Природній історії». У Плінія ця тварина описується в контексті розповіді про звірів Індії. У деяких літературних джерелах говориться про його ворожнечу з василіском і про те, що в цієї тварини людський голос. Пізніше істота перекочувала в середньовічні бестіарії і геральдику, де вона уособлює гордий захист. Присутній на гербі леді Маргарет Бофорт, матері англійського короля Генріха VII. Часто використовувалося в архітектурі.
Нині Єйл використовується як геральдики, пов'язаної з Єльським університетом у Нью-Хейвені, штат Коннектикут, США.